# Herbert Halli
Herbert Halli (* 24. November 1953 in Brandenburg an der Havel; † 3. April 1975 in Berlin) war ein Todesopfer an der Berliner Mauer. Als er im angetrunkenen Zustand in den Grenzbereich eindrang und wieder Richtung Ost-Berlin floh, wurde er von einem Angehörigen der Grenztruppen der DDR angeschossen. Er erlag seinen Verletzungen eine Stunde später in einem Berliner Krankenhaus.

## Leben
Herbert Halli erlernte nach der Schule den Beruf des Elektromonteurs. Anschließend verrichtete er seinen Dienst bei der Nationalen Volksarmee in Torgelow. Während dieser Zeit heiratete er. Sein Sohn wurde kurz darauf geboren. Nachdem die Ehe 1974 geschieden wurde, zog er nach Ost-Berlin und nahm dort nach verschiedenen Anstellungen eine Tätigkeit beim VEB Bau- und Montagekombinat/Ingenieurhochbau Berlin auf. In Berlin gründete er einen FDJ-Jugendclub und stellte einen Aufnahmeantrag für die SED.
Am 3. April 1975 arbeitete Herbert Halli erstmals auf der Baustelle des Palasts der Republik. Gegen 15 Uhr begann er mit Kollegen seinen Einstand zu feiern. Dabei konsumierte er größere Mengen Alkohol. Gegen 21 Uhr verließ er die Baustelle und fuhr mit einem Linienbus zur Grenze in Berlin-Mitte am Haus der Ministerien. Er weigerte sich, den Bus an der Endhaltestelle zu verlassen. Nach einer Auseinandersetzung mit dem Busfahrer, bei der er seine Brieftasche verlor, lief er auf die Grenzanlagen zu. Er kletterte um etwa 21.45 Uhr über die Hinterlandmauer und löste dabei Alarm aus. Ein Grenzposten gab zunächst einen Warnschuss ab, der Herbert Halli veranlasste, sich erst auf den Boden zu legen und dann zurück zur Hinterlandmauer zu rennen. Als er die Hinterlandmauer erneut überklettern wollte – diesmal in Richtung Ost-Berlin – wurde er von einem Schuss aus der AK-47 eines weiteren Grenzposten in den Rücken getroffen. Der Verletzte wurde zum Krankenhaus der Volkspolizei gebracht, wo er gegen 22.45 Uhr verstarb.
Der Vorfall wurde in West-Berlin nicht bemerkt. Daher beschloss das Ministerium für Staatssicherheit (MfS), den Vorfall zu vertuschen und schuf die Legende, dass Herbert Halli am 4. April 1975 in eine Baugrube fiel und dort ohne Papiere aufgefunden wurde. Dazu veranlasste das MfS, dass die Volkspolizei alle Vermerke zu dem Vorfall vernichtet und eine falsche Sterbeurkunde ausgestellt wird. Auch ein Leichenfundbericht wurde gefälscht. Zunächst wartete das MfS, ob doch noch Berichte über den Vorfall im Westen bekannt werden. Nach zwei Wochen informierten Mitarbeiter des Ministeriums die Angehörigen von Herbert Halli.
Die wirklichen Umstände seines Todes wurden erst nach der deutschen Wiedervereinigung bekannt. Die Staatsanwaltschaft Berlin nahm Ermittlungen auf, die im November 1996 in einem Mauerschützenprozess gegen den Todesschützen, der von der DDR die Medaille für vorbildlichen Grenzdienst verliehen bekommen hatte, mündete. Im Juli 1998 erging das Urteil wegen Totschlags mit einer Freiheitsstrafe von 12 Monaten auf Bewährung. Auch der Todesschütze war vom MfS im Glauben gelassen worden, Herbert Halli nicht getötet zu haben.